# Tetragnatha yalom
Tetragnatha yalom är en spindelart som beskrevs av Pater Chrysanthus 1975. Tetragnatha yalom ingår i släktet sträckkäkspindlar, och familjen käkspindlar. Inga underarter finns listade i Catalogue of Life.